# Peeping Mom
Peeping Mom, llamado Mamá espía en Hispanoamérica y Mamá mirona en España, es un episodio perteneciente a la vigesimosexta temporada de la serie animada Los Simpson, fue emitido el 19 de abril de 2015 en EE. UU. El episodio fue escrito por John Frink.  

## Sinopsis
Bart miente acerca de estar metido en un accidente con una grúa, entonces Marge decide seguirlo a todos lados, hasta que él confiesa. Mientras tanto, Homer ignora al Ayudante de Santa cuando Flanders consigue un nuevo perro.